# ألكسي فنتسيانوف

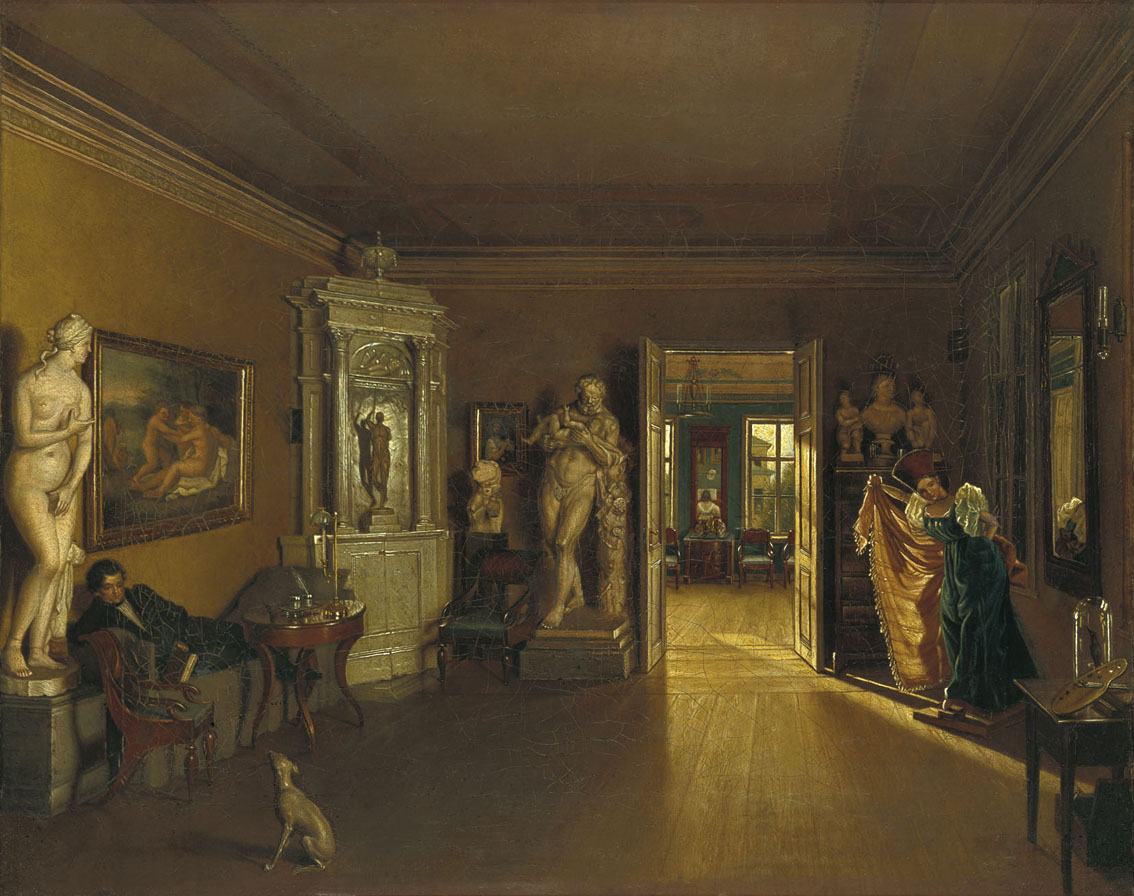
دراسة فنتسيانوف، بريشة فيودور سلافيانسكي

ألكسي كافريلوفيتش فنتسيانوف ((بالروسية: Алексей Гаврилович Венецианов)‏؛ (بالإنجليزية: Alexei Gavrilovich Venetsianov)‏؛ 18 فبراير 1780 - 4 يناير 1847) مصوّر ورسّام وأحد مؤسسي الواقعية في التصوير الروسي، ومن أكثر الفنانين الروس أصالة في النصف الأول من القرن التاسع عشر.

## عنه
ولد في موسكو لأسرة من التجار، وتوفي في سان بطرسبورغ. لم يحصل فنتسيانوف على تأهيل أكاديمي في صباه، وإنما تعلم قواعد الرسم والتصوير على يد أستاذ خاص، واشتغل لاحقاً في مراسم مصوري الشخصيات الشهيرين فيودور روكوتوف (1735ـ1818) وفلاديمير بوروفيكوفسكي (1754-1825)، ثم عمل رساماً عام 1798، وفي عام 1802 انتقل إلى بطرسبورغ عاملاً في مكتب للبريد، ومن ثم مسَّاحاً للأراضي بين عامي 1807-1809.

## أعماله

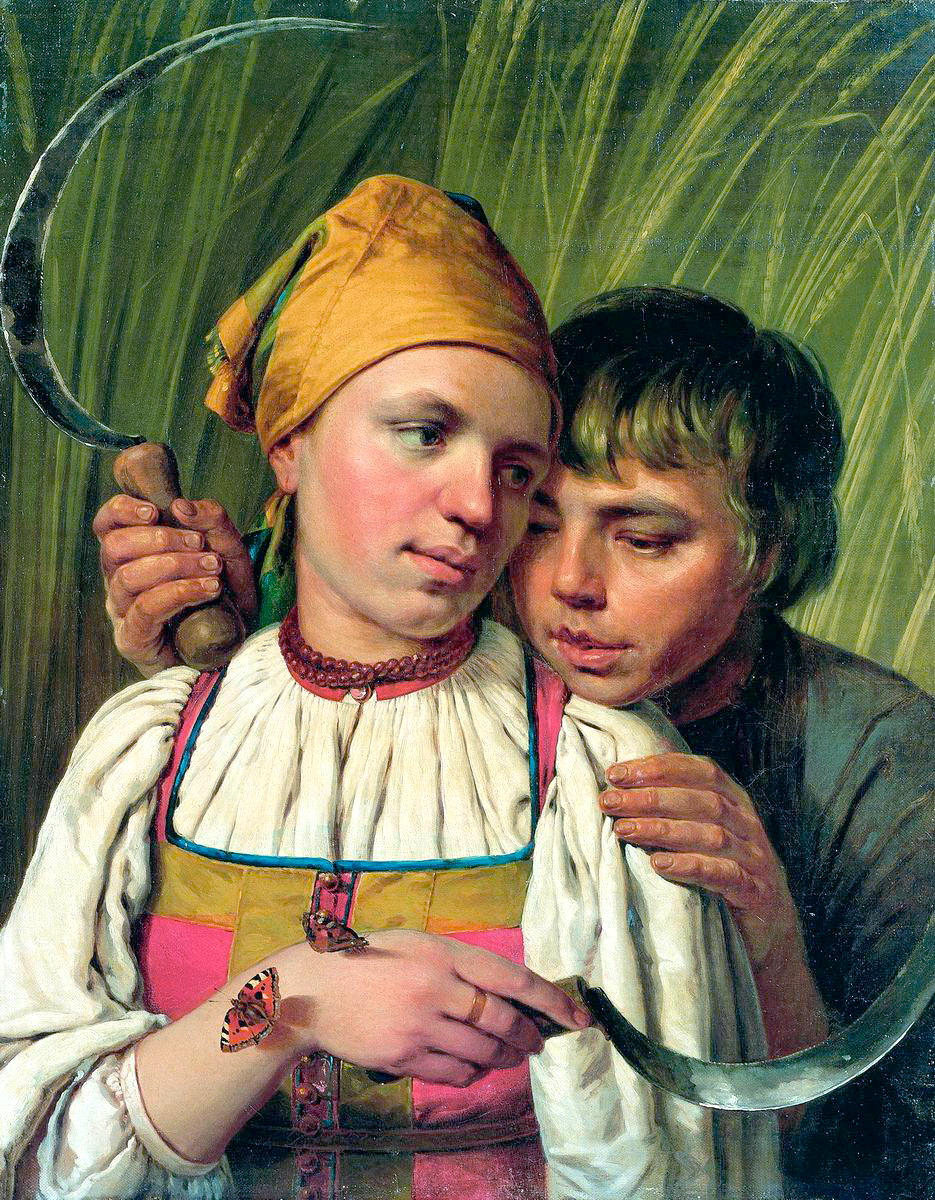
الحصادون
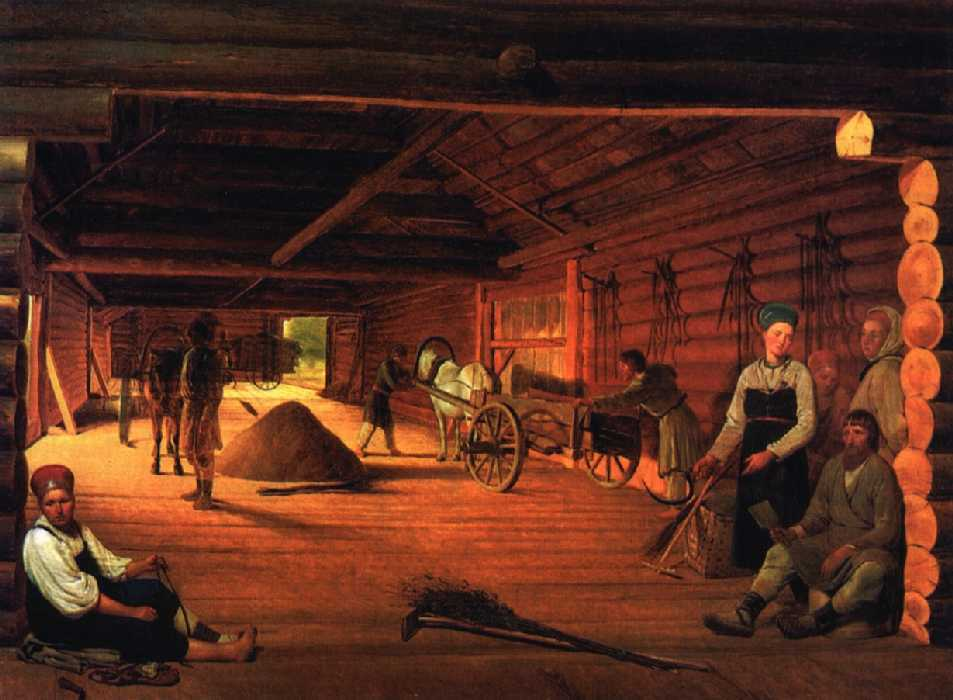
On a threashing floor, 1821-1823
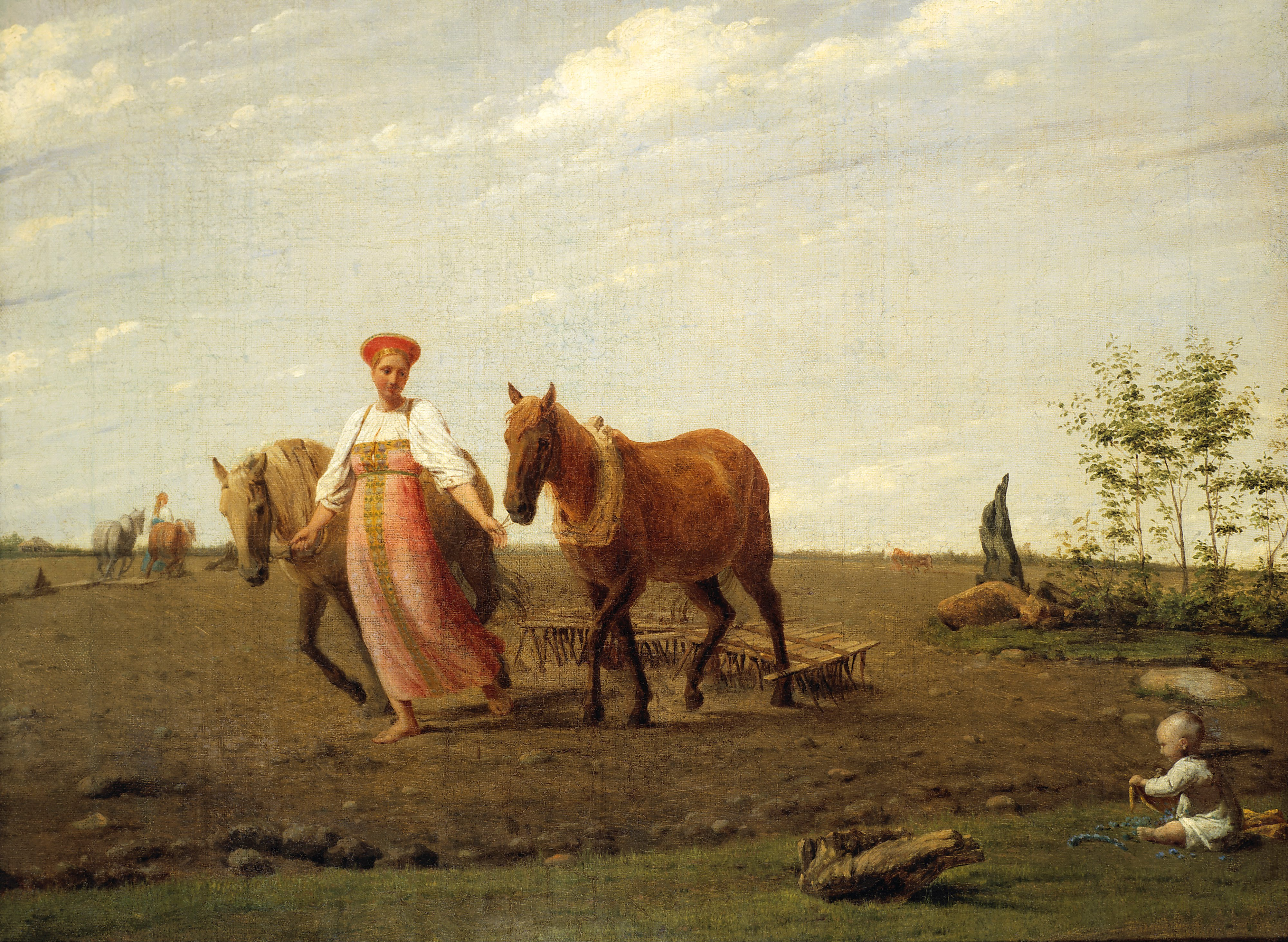
Spring, On a plough-land, 1820ies
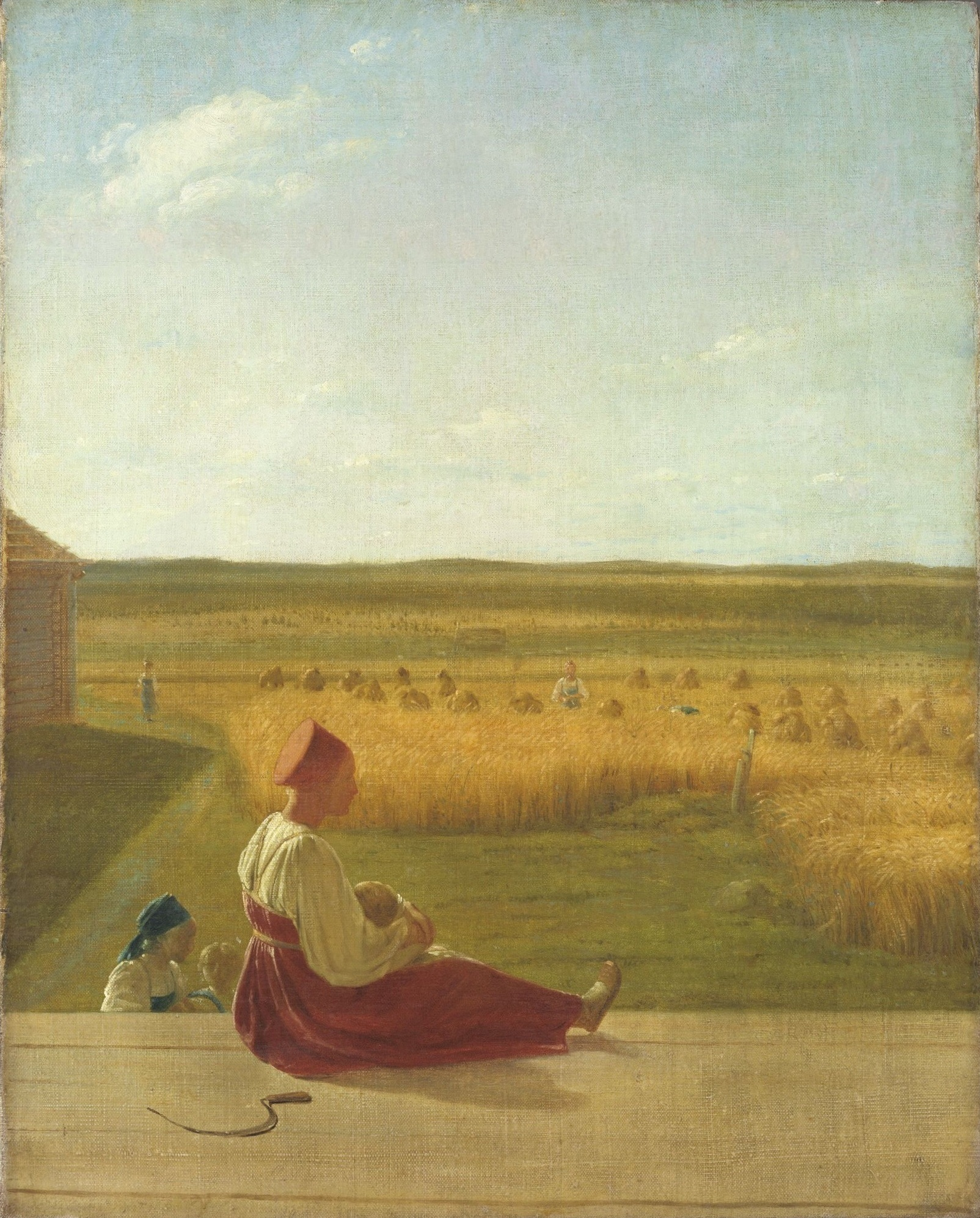
Summer, Reaping, 1820ies
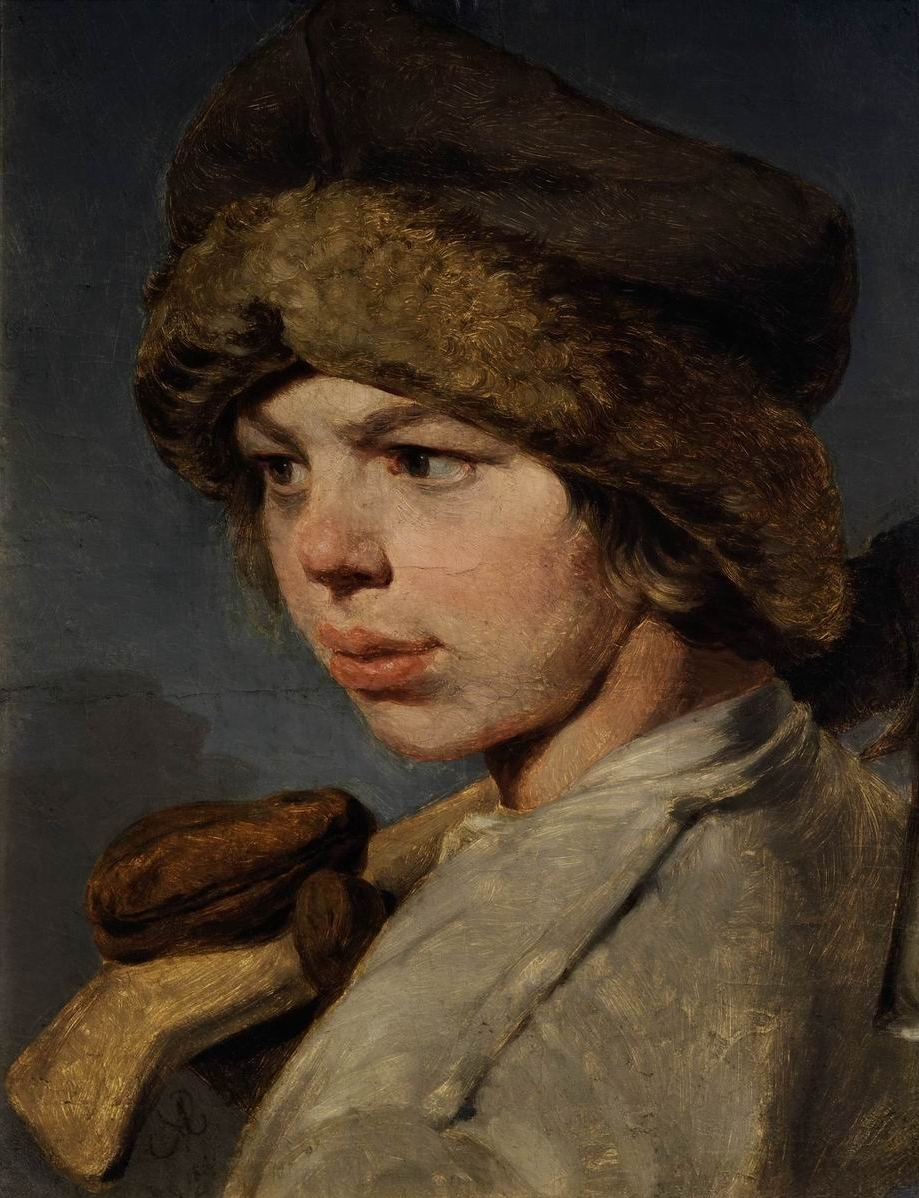
زخاركا، 1825
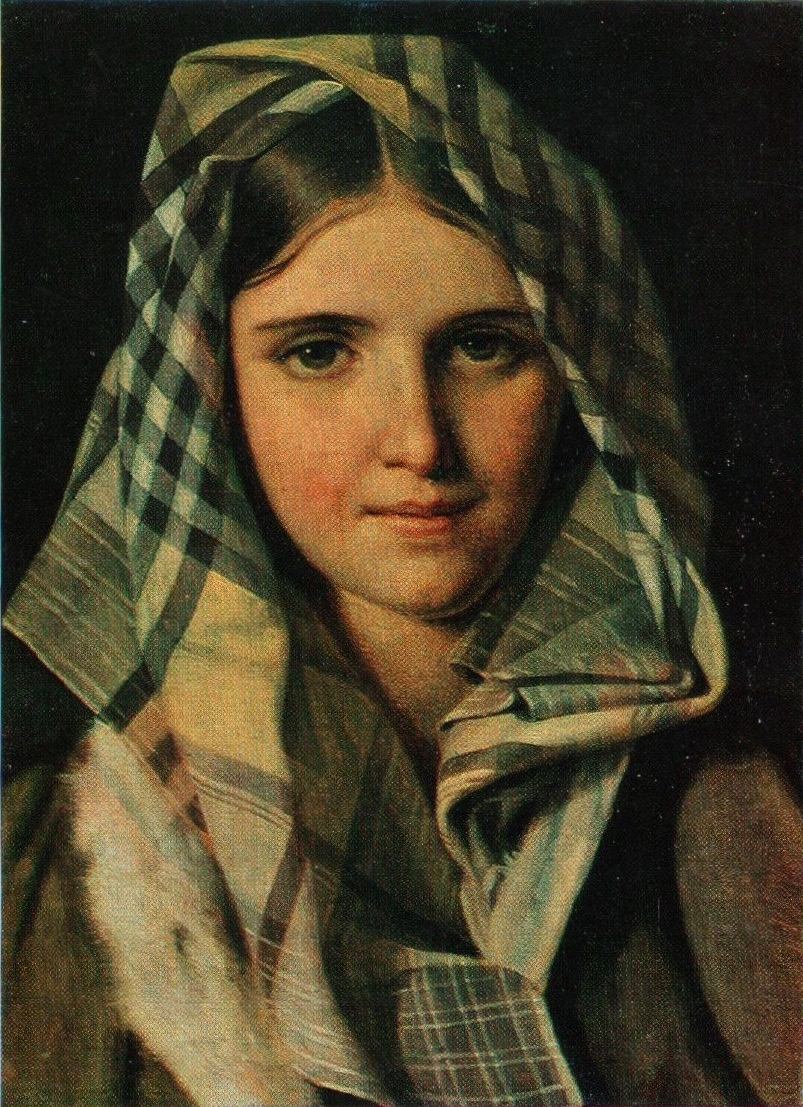
Girl if checkered shawl
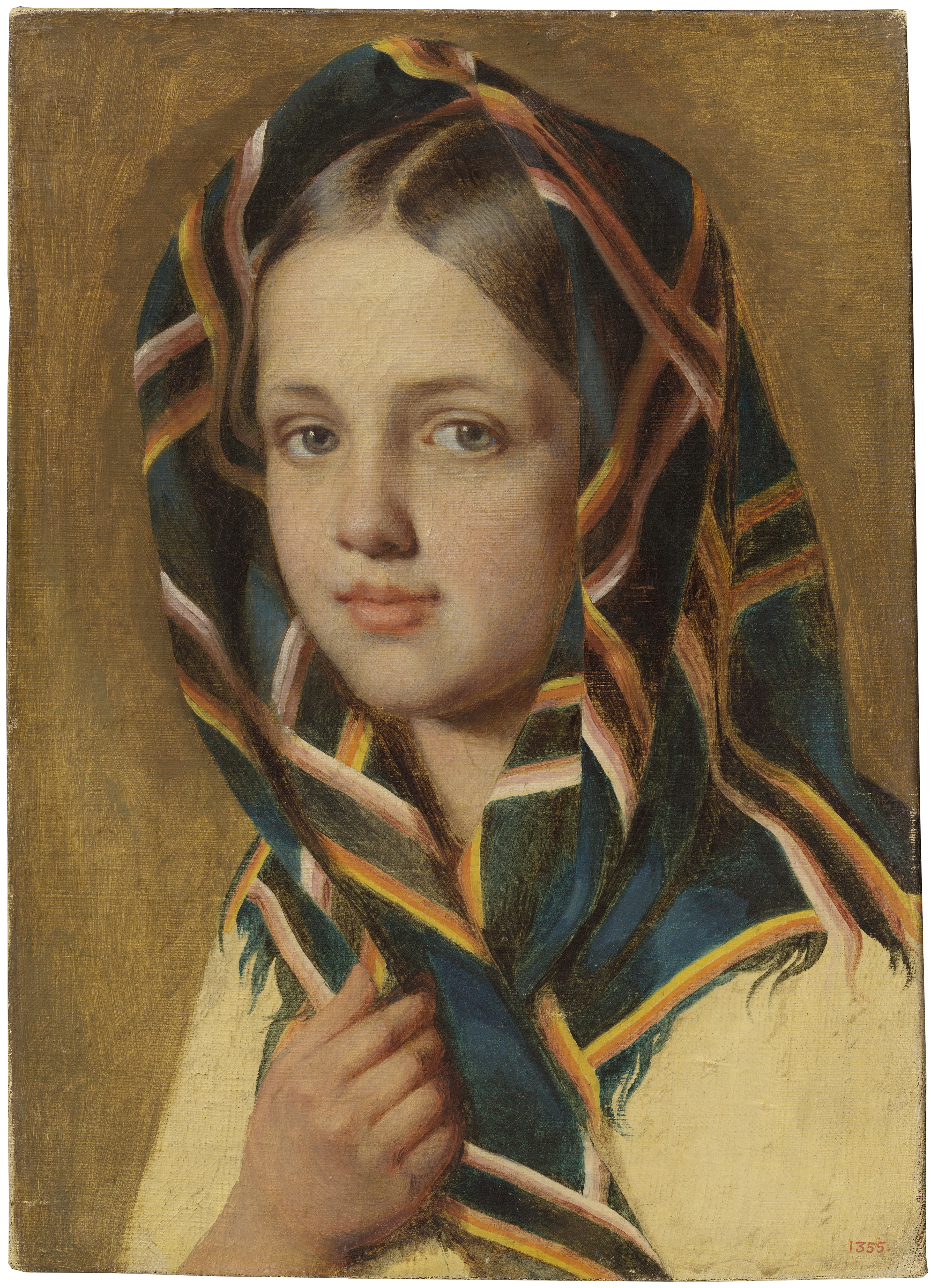
Girl in a shawl
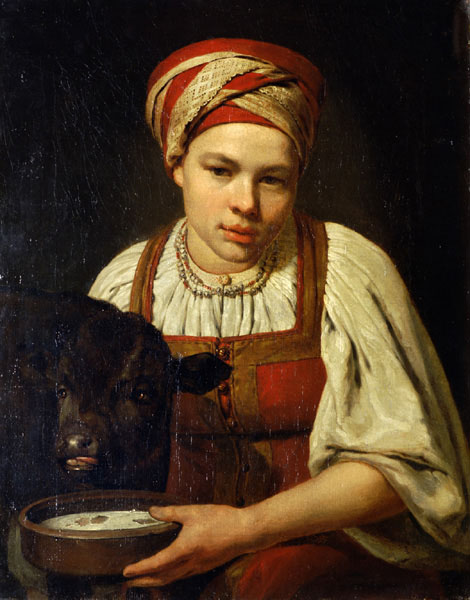
فتاة مع عجل
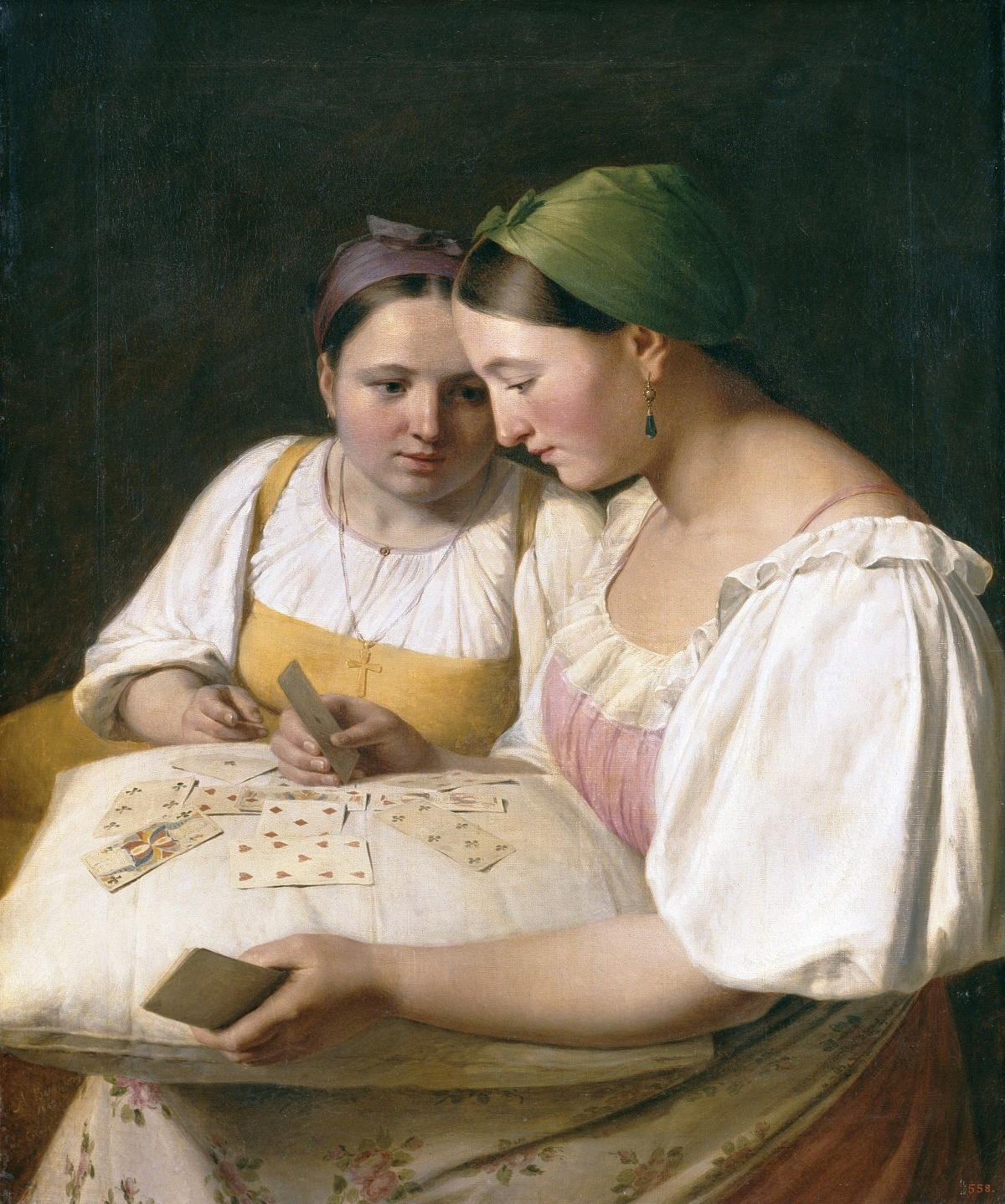
قارئة البخت، 1842